# Fehértorkú bülbül
A fehértorkú bülbül (Alophoixus flaveolus) a madarak osztályának verébalakúak (Passeriformes) rendjébe és a bülbülfélék (Pycnonotidae) tartozó családja tartozó faj.

## Rendszerezése
A fajt John Gould angol ornitológus írta le 1836-ban, az Trichophorus nembe Trichophorus flaveolus néven. Sorolták a Criniger nembe Criniger flaveolus néven is.

## Alfajai
- Alophoixus flaveolus burmanicus (Oates, 1889) – dél-Kína, délkelet-Mianmar, nyugat-Thaiföld;
- Alophoixus flaveolus flaveolus (Gould, 1836) – közép- és nyugat-Nepál, Bhután, északkelet-India, északkelet- és délkelet-Banglades, északnyugat- és északkelet-Mianmar.

## Előfordulása
Banglades, Bhután, Kína, India, Mianmar, Nepál és Thaiföld területén honos. Természetes élőhelyei a szubtrópusi és trópusi síkvidéki esőerdők. Állandó, nem vonuló faj.

## Megjelenése
Testhossza 22 centiméter, testtömege 38-54 gramm.

## Természetvédelmi helyzete
Az elterjedési területe nagyon nagy, egyedszáma pedig stabil A Természetvédelmi Világszövetség Vörös listáján nem fenyegetett fajként szerepel.